# Лесебу
Лесебу (на шведски: Lessebo) е малък град в лен Крунубери, южна Швеция. Главен административен център на едноименната община Лесебу. Намира се на около 320 km на юг от столицата Стокхолм. Има жп гара. Населението на града е 2737 жители според данни от преброяването през 2010 г.